# Administración ambiental
Se entiende por administración ambiental al conjunto de diligencias conducentes al manejo del sistema ambiental. Dicho de otro modo, e incluyendo el concepto de desarrollo sostenible, es la estrategia mediante la cual se organizan las actividades antrópicas que afectan al ambiente, con el fin de lograr una adecuada calidad de vida, previniendo o mitigando los problemas ambientales.  
La gestión o administración ambiental responde al "como hay que hacer" para conseguir lo planteado por el desarrollo sostenible, es decir, para conseguir un equilibrio adecuado para el desarrollo económico, crecimiento de la población, uso racional de los recursos y protección y conservación del ambiente.  

## Estudios del Administrador Ambiental

### En Colombia
La Administración Ambiental es una carrera profesional a nivel universitario, que tiene como objeto formar profesionales capaces de gestionar, supervisar, controlar, ejercer autoridad, ejercer mando e influir en el sistema global constituido por elementos naturales y artificiales de naturaleza física, química, biológica, sociocultural y de sus interrelaciones, en permanente modificación por la acción humana o natural que rige o condiciona la existencia y, o desarrollo de la vida.
La formación profesional en Administración Ambiental está reglamentada por la Ley 1124 del 22 de enero de 2007.
- Datos: Q5657834